# Crangonyx dearolfi
Crangonyx dearolfi är en kräftdjursart som beskrevs av Clarence Raymond Shoemaker 1942. Crangonyx dearolfi ingår i släktet Crangonyx och familjen Crangonyctidae. IUCN kategoriserar arten globalt som starkt hotad. Inga underarter finns listade i Catalogue of Life.